# Піщаць-Третій
Піщаць-Третій (пол. Piszczac Trzeci) — село в Польщі, у гміні Піщаць Більського повіту Люблінського воєводства.